# Giuliano Montaldo
Giuliano Montaldo, född 22 februari 1930 i Genua, död 6 september 2023 i Rom, var en italiensk filmregissör och manusförfattare.
Montaldo gjorde regidebut 1960 med Tiro al piccione som deltog i Filmfestivalen i Venedig året därpå. Bland hans filmer märks Una Bella grinta (1965), Storslam 70 (1967) med bland andra Klaus Kinski och Tempo di uccidere (Time to Kill, 1989) med Nicolas Cage.

## Filmografi i urval
- 1960 – Tiro al piccione
- 1965 – Una Bella grinta
- 1967 – Storslam 70
- 1969 – Jakten på Machine Gun McCain
- 1970 – Desertera och dö
- 1971 – De dödsdömda
- 1973 – Giordano Bruno
- 1978 – Den slutna cirkeln – TV-film
- 1982 – Marco Polo – TV-serie
- 1989 – Tempo di uccidere